# Libythea hauxwelli
Libythea hauxwelli är en fjärilsart som beskrevs av Moore 1901/03. Libythea hauxwelli ingår i släktet Libythea och familjen praktfjärilar. Inga underarter finns listade i Catalogue of Life.